# Philippe Vocanson
Philippe Vocanson (Pouzolles, 20 oktober 1904 – Saint-Étienne, 18 januari 2015) was een Frans supereeuweling. 
Vocanson werd geboren in het departement Haute-Loire. In zijn werkzame leven was hij een schoenmaker in Saint-Étienne-du-Vigan, waar hij tot aan zijn dood woonde. Vocanson was de oudste Fransman sinds 15 september 2013 en sinds eind 2014 ook de oudste Europeaan. Na het overlijden van de bijna 112-jarige en officiële oudste man ter wereld Italiaan Arturo Licata in 2014 was er geen enkele Europese man van minstens 110 jaar wiens leeftijd geverifieerd was, hoewel er wel documenten zijn ingeleverd die de leeftijd van de eveneens 110-jarige Hongaar Gallai Rezső (1904-2014) bevestigden. Vocanson overleed 3 maanden na zijn 110e verjaardag.